# Borkowizna (gmina Strzyżewice)
Borkowizna – wieś w Polsce położona w województwie lubelskim, w powiecie lubelskim, w gminie Strzyżewice. Leży nad rzeką Bystrzycą (dopływ Wieprza).
| SIMC    | Nazwa          | Rodzaj    |
| ------- | -------------- | --------- |
| 0391667 | Niemiecka Wieś | część wsi |
| 0391673 | Podbystrzyca   | część wsi |
| 0391680 | Saganówka      | część wsi |
| 0391696 | Zapotok        | część wsi |

W latach 1975–1998 miejscowość należała administracyjnie do województwa lubelskiego.
Wieś stanowi sołectwo gminy Strzyżewice. Według Narodowego Spisu Powszechnego z roku 2011 wieś liczyła 225 mieszkańców.

## Historia
W 1874 roku od dóbr ziemskich Kiełczewice został wydzielony folwark i utworzono zeń kolonię Borkowiznę.
W latach siedemdziesiątych i osiemdziesiątych XIX wieku w Borkowiźnie osiedlili się osadnicy niemieccy przybyli ze starych niemieckich kolonii w Galicji, pozostali tu do II wojny światowej.
Z dawnej zabudowy poniemieckiej zachowały się budynki mieszkalne i gospodarcze, zaś kaplica ewangelicka spłonęła 1 grudnia 2001 r. Na obrzeżach dawnej kolonii zachowały się resztki cmentarza ewangelickiego. We wsi znajdował się cmentarz wojenny z okresu I wojny światowej.